# 東方三博士の礼拝 (レオナルド)
『東方三博士の礼拝』（とうほうさんはかせのれいはい、伊: Adorazione dei Magi）は、イタリアのルネサンス期の巨匠レオナルド・ダ・ヴィンチによる初期の未完成作品である。レオナルドは1481年にフィレンツェにあるサン・ドナート・ア・スコペート教会の聖アウグスチノ修道会士から依頼を受けたが、翌年ミラノに出発したため、絵画は未完成のまま残された。1670年からフィレンツェのウフィツィ美術館に所蔵されている。
聖母マリアと幼子イエス・キリストは前景に描かれ、崇拝してひざまずいている東方三博士とともにピラミッド型の構図を形成している。背後には、若いレオナルドの自画像（右端）を含む、付随する人物が半円型に配置されている。左側の背景には異教的な建物の廃墟があり、職人が廃墟を修理しているのが明らかに見て取れる。右側には、乗馬をしている男性と岩の多い風景の素描がある。
遺跡は、マクセンティウスのバジリカを表している可能性があり、中世の伝説によると、ローマ人は、処女が出産するまでバジリカは立ち続けると豪語したと言われる。バジリカは、実際には当時まだ建てられてはいなかったが、キリストの誕生の夜に崩壊したと見なされている。レオナルドが描いた遠近法を使用した準備素描において廃墟は中心的要素であるが、戦闘中の騎手も登場している。中央のヤシの木は、聖母マリアと関係があり、聖母の到来を予見していると信じられている雅歌の「汝はヤシの木のように堂々としている」という一節に由来する。ヤシの木は、また古代ローマの勝利の象徴としても用いられるが、キリスト教では殉教、つまり死に対する勝利を表している。したがって、ヤシは一般的に勝利を表現しているものと言える。 画面中のもう一つの木はイナゴマメ科のものであり、この木の種子は測定の単位として使用され、貴石や宝石を測定する際に使われる。この木とその種は王冠に関連づけられており、キリストが王の中の王として、また聖母が将来の天国の女王であることを示唆している。木はまた、誕生後間もないキリストへの自然からの贈り物であることを仄めかしている。ミケランジェロの『聖家族』と同様に、背景はおそらく異教の世界を表しているが、その世界が前景の出来事、すなわちイエスの誕生によって発足したキリスト教世界に取って代わられることが示唆されている。レオナルドは、明るい色彩を使用して、絵画の前景にいる人物を照らしだしている。イエスと聖母マリアは、実際に、光の色である黄色で塗られている。木は青く塗られており、どんな種類の木の描写であっても青色の選択は珍しい。右側には30歳のレオナルド・ダ・ヴィンチの最も信憑性のある自画像が描かれているという批評家もいる（Angelo Paratico  参照）。
絵画の構図の多くは、フランドルの芸術家ロヒール・ファン・デル・ウェイデンの初期の作品に影響を受けている。人物および空間と、鑑賞者の視点の関係、高い地平線、やや高く設定されている視点、はるか遠くに後退していく空間、風景の中心にいて、岩の前に配置されている中央の人物群はすべて、ファン・デル・ウェイデンの『キリストの埋葬』（1460年、ウフィツィ美術館）を拠り所にしているのである。

## 作品と関係している他の画家

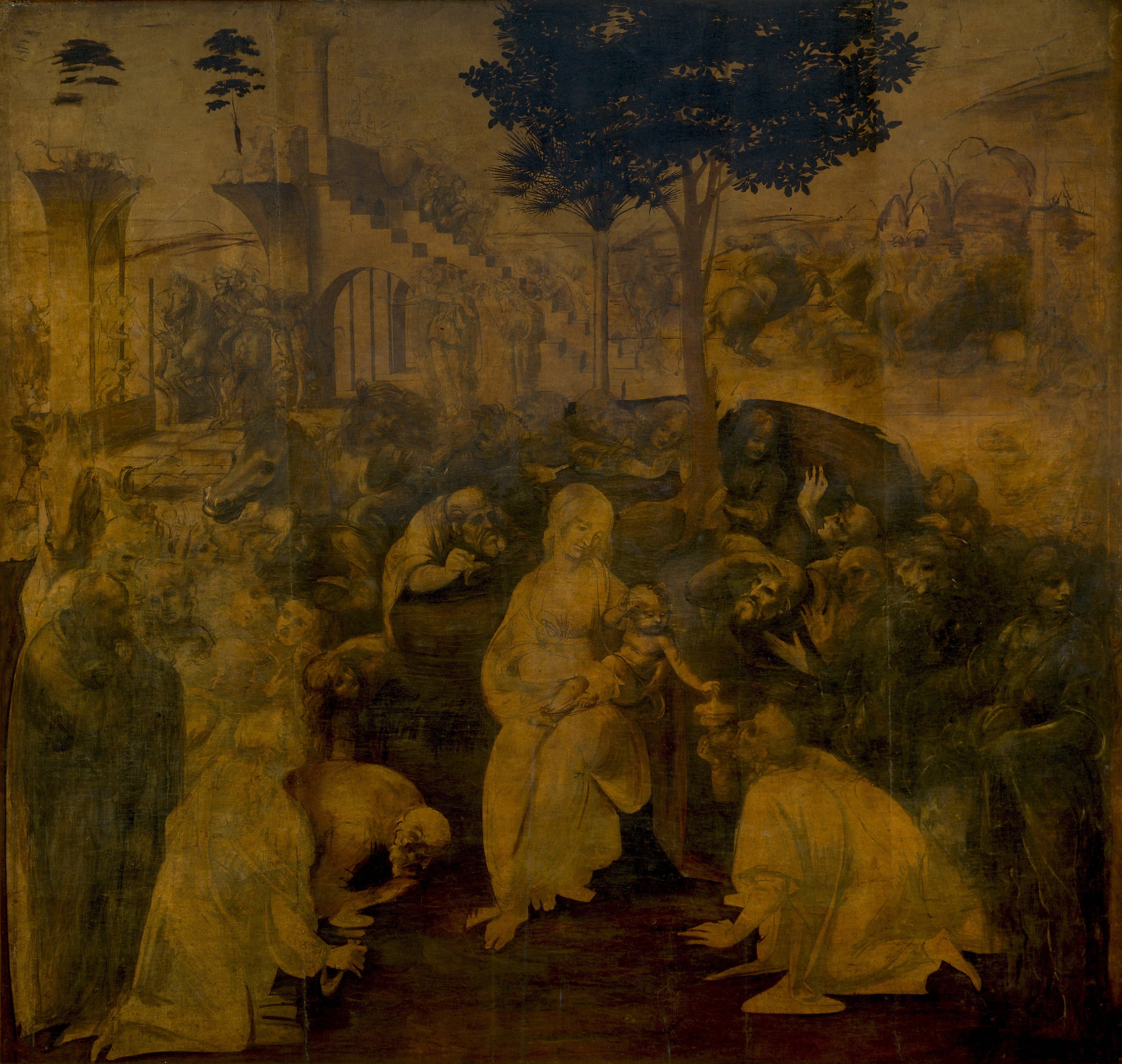
レオナルド・ダ・ヴィンチ『東方三博士の礼拝』修復以前

1481年において本作が未完成の状態であったため、依頼はフィリッピーノ・リッピに引き継がれた。レオナルドの作品の代わりとして、フィリッピーノは1496年に完成した別の『東方三博士の礼拝』を描いたが、この作品は、現在、フィレンツェのウフィツィ美術館に所蔵されている。
ドメニコ・ギルランダイオは、1488年にレオナルドの主題を発展させて、別の作品を完成させた。

## 修復
2002年、カリフォルニア大学サンディエゴ校の芸術診断学科の卒業生であり、フィレンツェ出身のマウリツィオ・セラチーニ博士は、作品を損傷することなく修復できるかどうか判断するためにウフィツィ美術館から絵画表面の調査を依頼された。1977年に設立された、フィレンツェを拠点とし、「文化遺産の診断」を専門とする会社「エディテック」を率いるセラチーニは、高解像度のデジタル・スキャンとサーモグラフィー、超音波、紫外線、赤外線による診断技術を駆使して、作品を細部まで徹底的に調査した。そして、作品を損傷することなく修復することはできず、レオナルドは下絵を描いただけであり、下絵上の現存する絵具層は、他の画家ないし画家たちによるものだと結論づけたのである。診断調査の一環として、セラチーニは、下絵の詳細な赤外線写真を2,400枚以上撮影し、科学的分析を完了した。セラチーニが使用した診断技術によって明らかにされた新しい図像は、ニューヨーク・タイムズの記者メリンダ・ヘンネバーガーとのインタビューで2002年に最初に公開された。2005年、調査がほぼ終わりかけていた時期に、セラチーニはもう一度インタビューを受けた。今度の相手は、ガーディアンの記者ジョン・フーパーであった。セラチーニは、2006年に調査結果を発表したが、それは、M. セラチーニ著、『レオナルドの心理ー創造における普遍的な天才』（P. ガウルッツィ編集の展覧会カタログ、ジュンティ・フローレンス、2006年）の94〜101ページにある「レオナルド・ダ・ヴィンチによる『東方三博士の礼拝』に関する診断調査」 である。
スミソニアン・チャンネルのテレビ番組、『ダ・ヴィンチ探偵、セラチーニ』は、一つの推測をした。サン・ドナート・ア・スコぺート教会が、依頼した祭壇画の準備素描を見て、その提示されたセンセーショナルな構図のために作品を拒否したというものである。教会側は、東方の三博士を含む伝統的な解釈を全面的に期待していたにもかかわらず、代わりに幼子イエスを取り巻く無関係の、やせ衰えた人物の渦巻くような群像と、背景の本格的な戦闘場面を提示されることになった。教会は、レオナルドの作品を破壊せずに倉庫に置いておくことにした。ずっと後になって、レオナルドの芸術作品の価値が高く評価されるようになった関係で、おそらく絵画をより「売却可能」にするために、未知の人物により絵画は手を入れられ、絵具を塗られた。この板絵の手直しによりレオナルドの本来の構想は変更されてしまった。
ウフィツィ美術館は近年、6年間にわたる作品の修復を完了した。何世紀にもわたる汚れや古いニスが除去され、完全に洗浄されている。その結果、レオナルドの木炭による輪郭線が明瞭になっている、信じがたく明るい作品が誕生した。板地も修復され、今後ずっと作品の安定性は保証されている。

『ナショナル・ジオグラフィック』誌による絵画修復の報道は、以下のコメントを提供している。
「レオナルドの『東方の三博士の礼拝』は、汚れや黒く変色したニスの下に長い間隠されていた、色彩、筆致および図像を明らかにしている。 1481年に委嘱された未完成作品は、制作中に施した修正を含む、画家の思考プロセスも証立てている。」

## 関連作品

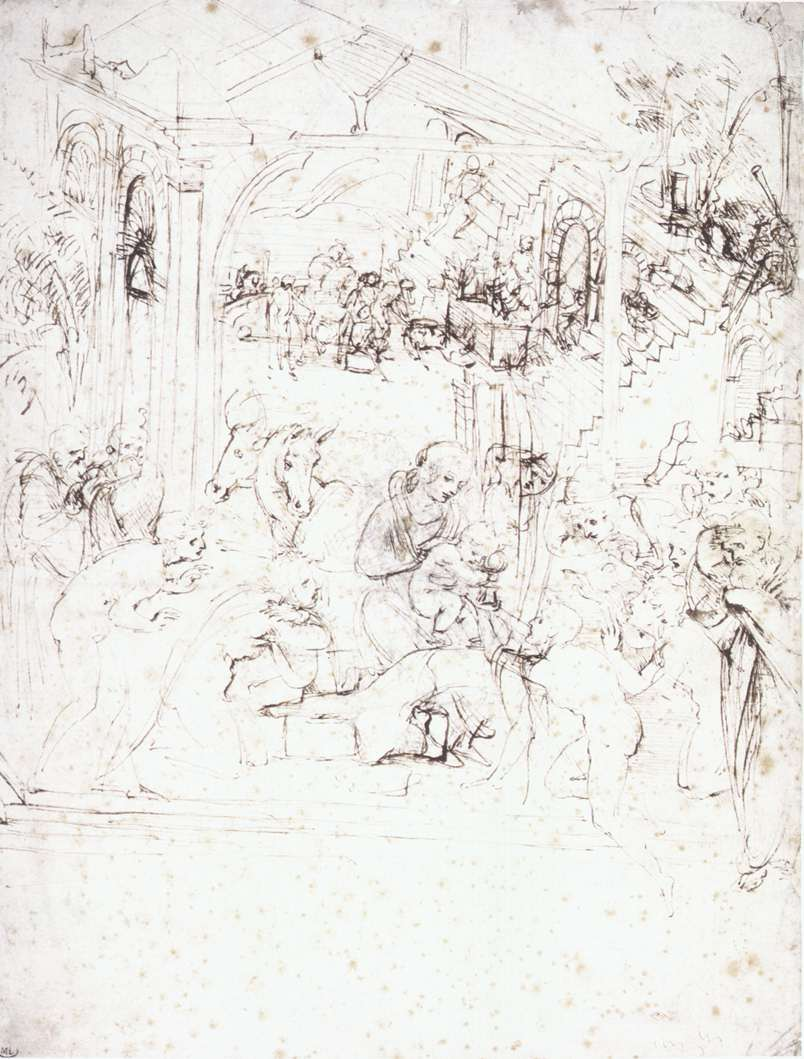
『東方三博士の礼拝』の準備素描、1478-1481年、ルーヴル美術館
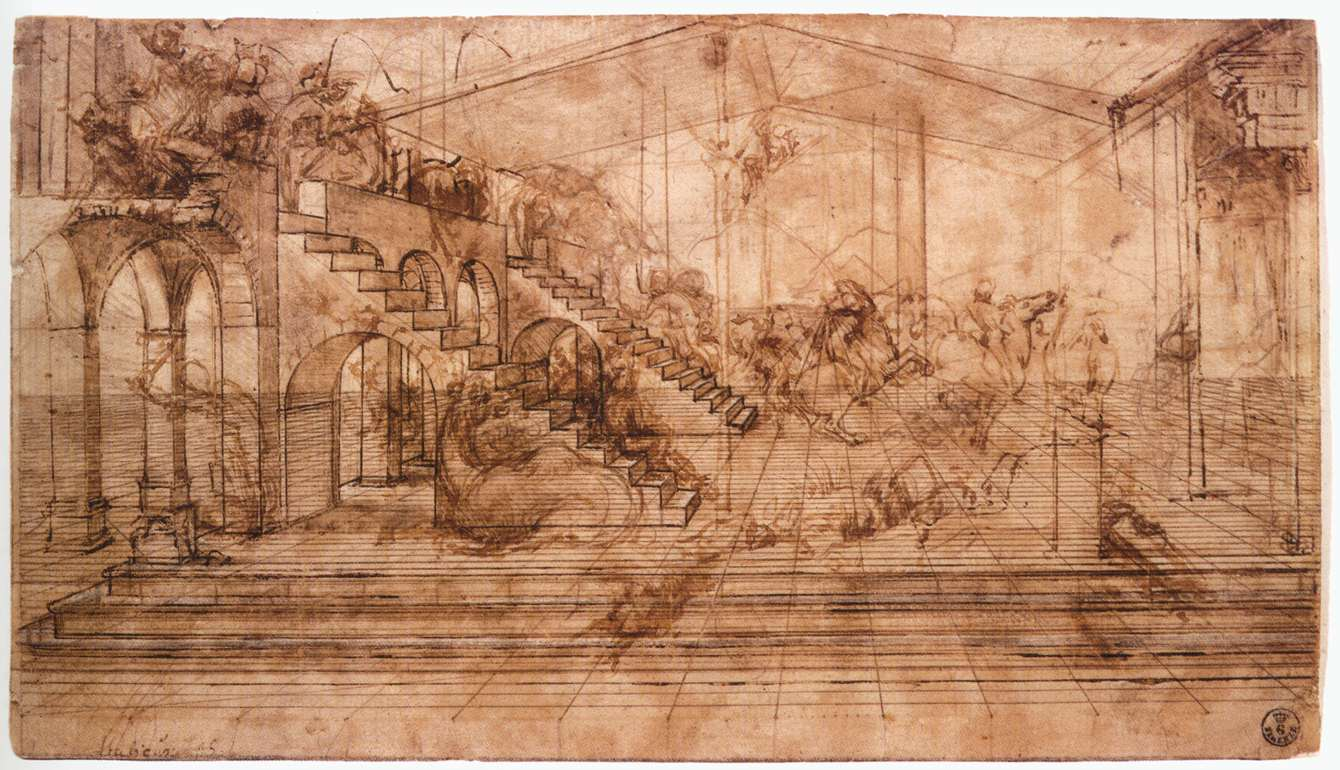
遠近法的研究（『東方三博士の礼拝』の準備素描）、1481年ごろ、ウフィツィ美術館
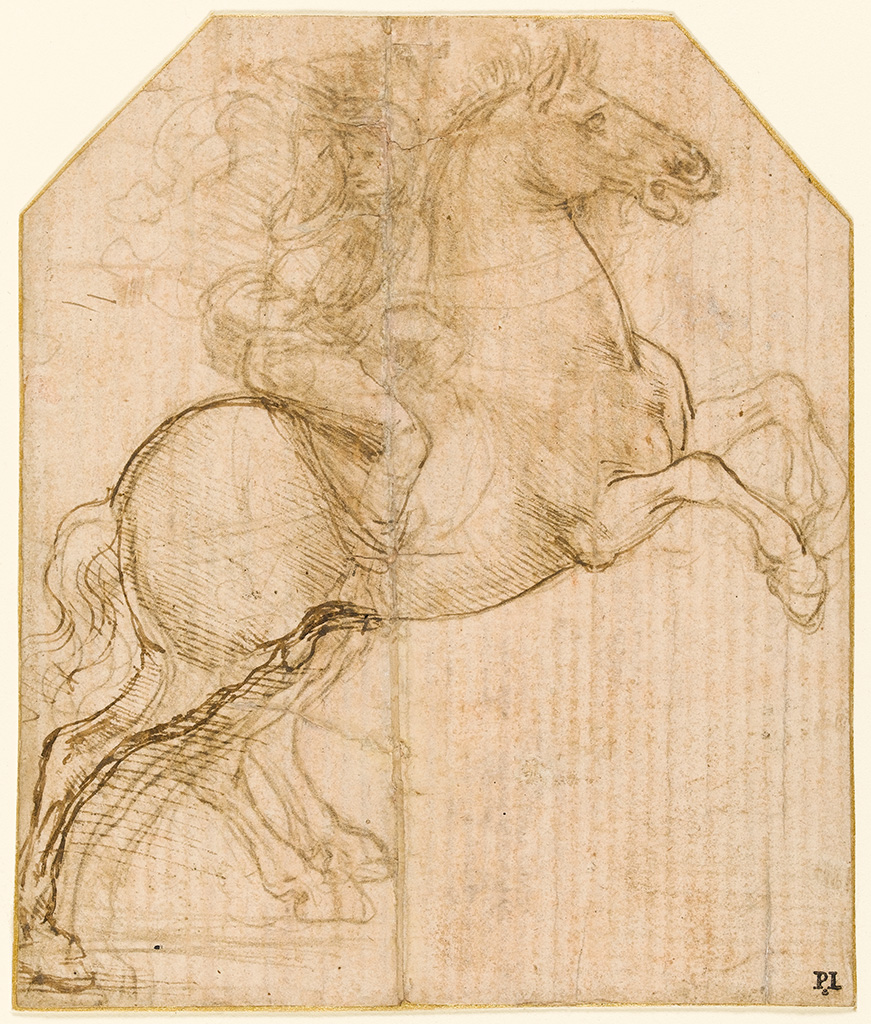
騎手と後ろ脚で立つ馬（『東方三博士の礼拝』の準備素描）、1481年ごろ、ウフィツィ美術館
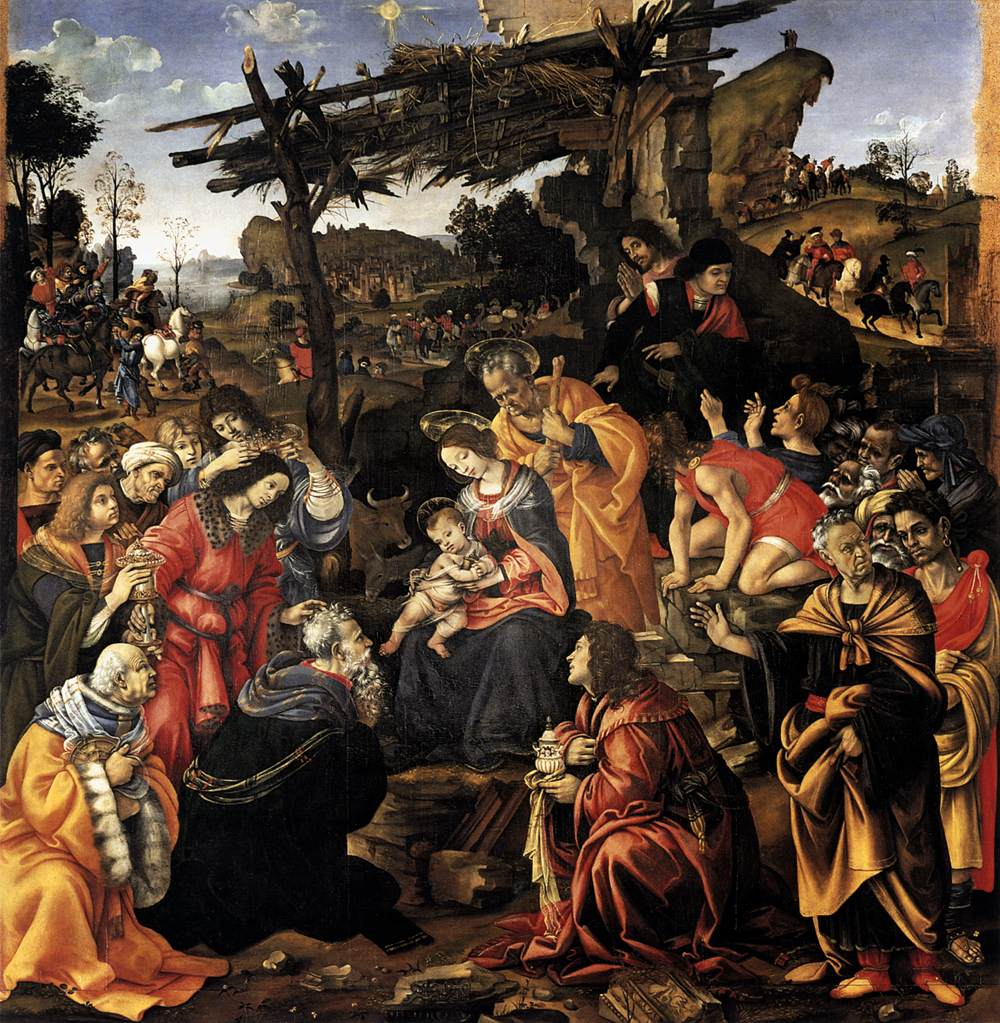
フィリッピーノ・リッピ『東方三博士の礼拝』、1496年、ウフィツィ美術館

## 書誌
Costantino, Maria (1994). Leonardo. New York: Smithmark